# Amarillite
La amarillite è un minerale.

## Origine e giacitura
Il minerale è presente in Cile nella località di:
- Tierra Amarilla
- Pampa del Tamarugal

In Cina nella provincia di Qinghai.